# Into the Unknown (Mercyful Fate)
Into the Unknown è il quinto album del gruppo heavy metal danese Mercyful Fate pubblicato da Metal Blade Records nel 1996.

## Il disco
Questo è il disco dei Mercyful Fate che ha ottenuto il maggior successo commerciale ed è l'unico della band ad essere entrato in una classifica, raggiungendo in Finlandia, al momento dell'uscita, il trentunesimo posto.
L'album contiene il brano The Uninvited Guest di cui è stato anche girato un video. La versione rimasterizzata del 1997 include come bonus track la canzone Curse of the Pharaohs, registrata durante un concerto del 1993. Esiste anche un'edizione contenente come traccia bonus la cover di The Ripper dei Judas Priest.

## Tracce
Testi di King Diamond.
1. Lucifer – 1:29
2. The Uninvited Guest – 4:14 (musica: King Diamond)
3. The Ghost of Change – 5:41 (musica: King Diamond)
4. Listen to the Bell – 3:57 (musica: Hank Shermann)
5. Fifteen Men (and a Bottle of Rum) – 5:05 (musica: Michael Denner)
6. Into the Unknown – 6:34 (musica: Hank Shermann)
7. Under the Spell – 4:42 (musica: King Diamond)
8. Deadtime – 3:15 (musica: King Diamond)
9. Holy Water – 4:32 (musica: King Diamond)
10. Kutulu (The Mad Arab Part Two) – 5:17 (musica: Hank Shermann)

## Formazione
- King Diamond - voce
- Hank Shermann - chitarra
- Michael Denner - chitarra
- Sharlee D'Angelo - basso
- Bjarne T. Holm - batteria